# Zé Paulo de Santa Rita
José Paulo Viturino dos Santos, alcunhado de Zé Paulo de Santa Rita ou simplesmente de Zé Paulo (Santa Rita, 16 de agosto de 1959) é um político brasileiro filiado ao Partido Trabalhista Brasileiro (PTB).
Foi deputado estadual na Assembleia Legislativa da Paraíba (2015-2020), tendo sido eleito em 2014 com 25.341 votos (1.26%), pela coligação A Força do Trabalho 4 (PSL / PC do B / PHS / PPL / PV). É empresário da Construção Civil e foi Secretário de Indústria e Comércio de Santa Rita, além de vereador da cidade.
Se candidatou para prefeito do município de Santa Rita em 2016, obtendo 23,35% dos votos válidos e sendo derrotado. Seu adversário Dr. Emerson Panta (PSDB) saiu vitorioso, com 70,16% dos votos válidos.